# Гунунг-Лёсер
Гу́нунг-Лёсер (индон. Taman Nasional Gunung Leuser) — национальный парк на севере индонезийского острова Суматра, на границе провинций Северная Суматра и Ачех. Национальный парк назван по названию горы Лёсер, расположенной на его территории.

## География
Гунунг-Лёсер протянулся на 150 км в длину и более 100 км в ширину. Большая его часть покрыта горами. 40 % территории (главным образом на севере) расположена на высоте более 1500 м, и лишь 12 % территории в низменной южной половине — ниже 600 м; около 25 км парк проходит вдоль побережья. На территории парка имеется 11 вершин высотой более 2700 м; самая высокая точка — гора Лёсер, высота которой составляет 3466 м над уровнем моря.
Парк включает в себя множество различных экосистем. Внутри парка находится заповедник для сохранения орангутанов Букит Лаванг. Вместе с национальными парками Букит-Барисан-Сеталан и Керинчи-Себлат, Гунунг-Лёсер образует объект всемирного наследия, который называется Девственные влажные тропические леса Суматры.

## Фауна
Гунунг-Лёсер — одно из двух сохранившихся сегодня мест обитаний суматранских орангутанов. В 1971 году Герман Риксен установил исследовательскую станцию Кетамбе специально отведенную для исследований данного места обитания орангутанов. Другие млекопитающие парка: суматранский слон, суматранский тигр, суматранский носорог, сиаманг, суматранский серау, замбар и бенгальская кошка.